# 莊永明
莊永明（1942年4月3日—2020年8月7日），台灣台北市大稻埕人。台灣文史專家、作家、台灣史料收藏的先行者，曾擔任台北市文獻委員，吳三連台灣史料基金會董事。

## 生平
莊永明自小在大稻埕生活，建國中學初中部、臺灣省立臺北商業職業學校及國立臺灣藝術專科學校美術工藝科工藝組畢業，畢業後在大同公司關係企業擔任會計，運用工作之餘的時間，開始為自己家鄉書寫過往歷史，投稿報刊與帶導覽。從會計工作退休之後，莊永明開始全心書寫台灣地方歷史，應中國時報的邀請撰寫專欄《台灣第一》，後來專欄文章集結成冊。莊永明講述的「大稻埕逍遙遊」文史導覽總計有一萬人次以上的人參與。

## 故居
莊永明家中古厝「莊協發雜貨店」建於1920年代，被台北市文化局指定為市定古蹟「大稻埕千秋街店屋—莊協發」，是台北第一處被指定為古蹟的雜貨店。莊永明將家中古厝規劃轉變為「莊協發港町文史講亭」。

## 貢獻
2005年莊永明為臺南市名醫韓石泉撰寫傳記《韓石泉醫師的生命故事》，2014年9月韓石泉後人將莊永明手稿捐贈予臺灣文學館，為莊永明手稿首度入藏國家級博物館。
莊永明於2020年8月7日辭世，享壽79歲。過世當天文化部長李永得讚揚莊永明畢生發掘、積累、彰顯並實踐臺灣文史，辭世是臺灣社會一大損失，文化部將呈請總統褒揚。8月23日，總統蔡英文親自頒發褒揚令，表彰其對傳承及發揚台灣文化的卓越貢獻，稱讚莊永明為「台灣『公眾史學』的頭一人」，褒揚令全文為：

臺灣文史專家莊永明，秀異通敏，弘朗淳厚。世居臺北大稻埕，自學淬勉，攻習有成，肇開四十載鑽研博考之崢嶸歲月。歷任臺北市文獻委員會委員、吳三連臺灣史料基金會董事等職。平居醉心近代文明掌故，鍾愛歷史文獻踏查；優游地方歌謠採擷，收錄鄉間田野史料，抱志懷瑾，時長意執；高情遠致，胸臆自出。尤以《台灣紀事》、《台灣俗諺淺釋》系列、《台灣歌謠追想曲》等佳品揚稱，融會傳統古典文學，闡究本土發展歷程，旁徵博引，精詣多元。復長年投身「大稻埕逍遙遊文化資產巡禮」導覽，悉力特色文化推廣，體現生活共同記憶，沾溉啟發，枌榆望重。曾獲頒巫永福文化評論獎、第八屆臺北文化獎等殊譽。綜其生平，探索先輩民俗采風遺跡，追溯臺灣文化歷史深源，榮名芳聲，雅化琦行；潤色鴻業，清芬流詠。遽聞溘然長逝，軫懷良殷，應予明令褒揚，用示政府篤念前賢之至意。

總　　　統　蔡英文　　　　

行政院院長　蘇貞昌　　　　

## 評價
莊永明自稱他做的是「攤販型的文史整理」。李敖稱莊永明的台灣史料收藏，在台灣能夠排名到第三。學院派的人士，中研院專精台灣史的院士張炎憲則認為，莊永明蒐集草根台灣史料，剛好可以彌補學院派的不足，是相當可敬的民間學者。

## 著作
- 《台灣第一》[3][2]
- 《台灣紀事》[3][2]
- 《台北老街》[3]
- 《台灣鳥瞰圖》[3]
- 《台灣醫療史》[3]
- 《台灣世紀回味》[3]
- 《台灣歌謠追想曲》[3]
- 《台灣歌謠──我聽 我唱 我寫》[3][2]
- 《台灣歌謠尋根》[3][2]
- 《活！該如此：莊永明七十自述》[3][2]

## 外部連結
- 莊永明書坊 （页面存档备份，存于） （繁體中文）
- 莊永明之家 （页面存档备份，存于） （繁體中文）
- 莊老師教孫子講台語 （页面存档备份，存于） （繁體中文）